# ユキちゃんに振られた
「ユキちゃんに振られた」（ユキちゃんにふられた）は日本のロックバンド、モーモールルギャバンのシングルCD。

## 解説
- クラウドファンディング CAMPFIREのリターンとして作成された[1]。

## 収録曲
1. ユキちゃんに振られた (4:18)
『サイケな恋人』収録曲の再録音版。

（作詞・作曲：モーモールルギャバン）

## 参加メンバー
- ゲイリー・ビッチェ(矢島剛)：ドラム/ヴォーカル
- ユコ・カティ(尾家祐子)：キーボード/コーラス
- T-マルガリータ(丸山知秀)：ベース/コーラス

ゲスト
- 「「ユキちゃんに振られた」公開レコーディング見学」に参加していただいたみなさん：コーラス